# Aegoidus weyrauchi
Aegoidus weyrauchi är en skalbaggsart som beskrevs av Friedrich F. Tippmann 1953. Aegoidus weyrauchi ingår i släktet Aegoidus och familjen långhorningar. Inga underarter finns listade i Catalogue of Life.